# Campionato scozzese di pallacanestro

Logo della Basketball Scotland

Il campionato scozzese di pallacanestro è l'insieme delle competizioni cestistiche organizzate dalla Basketball Scotland.
In ambito maschile, il massimo campionato organizzato dalla Basketball Scotland è denominato Scottish Men's National League. Esso rappresenta (alla pari con la English Basketball League) il secondo livello dei campionati del Regno Unito dopo la British Basketball League, alla quale prende parte la squadra scozzese dei Glasgow Rocks.

## Struttura

### Campionato maschile
- Campionati nazionali

1. Scottish Men's National League
- Campionati nazionali Under-18

1. Under-18 Division 1
2. Under-18 Division 2
- Campionati nazionali Under-16

1. Under-16 Division 1
2. Under-16 Division 2
- Campionati locali

### Campionato femminile
- Campionati nazionali

1. Scottish Women's National League
- Campionati nazionali Under-18

1. Under-18 Division 1
- Campionati nazionali Under-16

1. Under-16 Division 1
- Campionati locali